# Könige der Kavango
Die Könige der Kavango (RuKwangali: Hompa für König, Mehrzahl: vaHompa) sind die traditionellen Führer (englisch Traditional Leaders) des Volksstamms der Kavango in Namibia und spielen bis heute eine gesellschaftlich und auch politisch führende Rolle im Leben der Kavango. Die fünf Königreiche Gciriku, Mbukushu, Mbunza, Shambyu und (Uu)-Kwangali liegen in der Region Kavango-Ost und -West.

## Rechtliche Grundlage
Gemäß der Verfassung Namibias von 1990 werden den traditionellen Führern, Stammes- und Sippenhäuptern, als auch traditionell ermittelten oder demokratisch gewählten Führern, ein fester Platz im politischen System Namibias eingeräumt. Damit wird der multikulturellen und vielschichtigen Gesellschaft des Landes Rechnung getragen.
Die Verfassung sieht für die traditionellen Führer den Titel Chief (zu deutsch Chef) und Senior Headman (Ältester Führer) vor. Der traditionelle Titel kann als Zusatz getragen werden.

## Gciriku

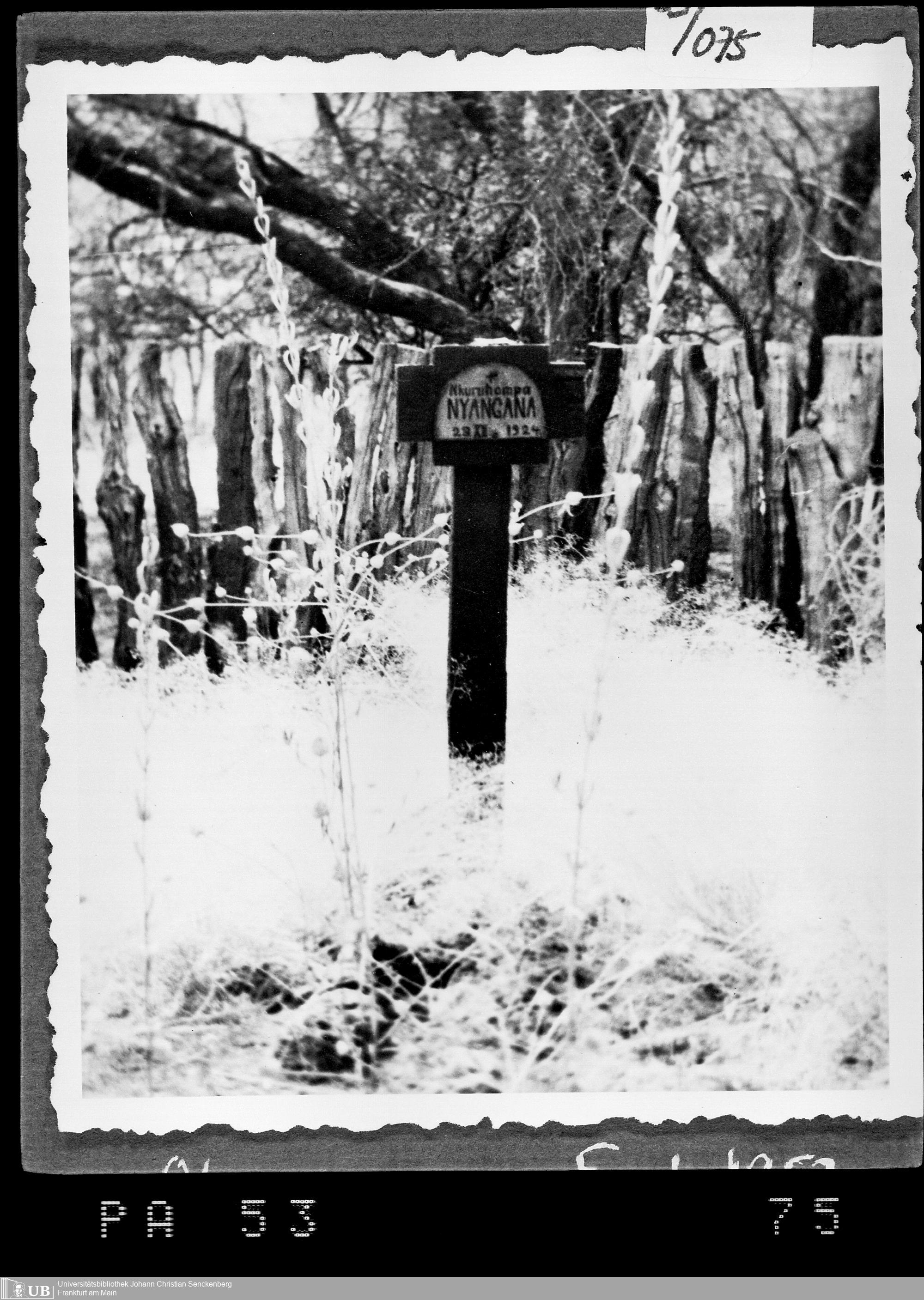
Grab von Nyangana

Die Gciriku, eigentlich VaGciriku sind eine Volksgruppe beziehungsweise ein Clan in der namibischen Region Kavango. Ihr König trägt den Titel Hompa. Der Palast befindet sich derzeit in Kadedere (Ndiyona).
- Kapata; unbekannt
- Shimwemwe; 1785–1805
- Ngara (Kayengoma); 1805–1812
- Mulyata; 1812–1838
- Nandundu (Muhembo); 1838–1839
- Muduva (Kangungu); 1839–1858
- Muhera (Shampapi); 1861–1866
- Nyangana (Thomas); 1866–1924
- Shampapi (Haingura); 1927–1944
- Linus Shashipapo (Mudumbi); 1945–1985
- Sebastian Kamwanga; 1985–2000
- Kassian Shiyambi, (* 1926/27 † 2019); 2000–2019
- Felix Mashika; seit 2023 (umstritten)[2]

## Mbukushu
Die Mbukushu, eigentlich HaMbukushu bilden einen Clan der Lozi und gehören traditionell zu den Königen des Caprivi, werden aber aufgrund ihres geographischen Siedlungsgebiets zu den Kavango-Königen gezählt. Die Könige tragen als einzige Kavango-Könige den Titel Fumu. Ihr Sitz ist in Mukwe.
- Sinyungu; vor 1850
- Dinyando; vor 1850
- Sihurera; vor 1850
- Kasimana; vor 1850
- Mashambo; vor 1850
- Mbungu; vor 1850
- Rukonga; vor 1850
- Diyeve I.; vor 1850
- Dimbu I. (auch Ndara oder Libebe); 1850–1895
- Diyeve II.; 1895–1915
- Disho I.; 1915–1929
- Dimbu II.; 1929–1939
- Disho II.; 1939–1947
- Max Makushe; 1947–1969
- Frans Dimbare; 1969–1991
- Alfons Majavero; 1969–1991
- Erwin Mbambo Munika; seit 1991

## Mbunza
Die Mbunza, eigentlich VaMbunza sind ein Clan in der Region Kavango. Ihr König trägt den Titel Hompa und sitzt in Kapako.
- Kapango; um 1750[3]
- Frans Haingura Muronga; 1996–?
- Alfons Kaundu; seit 2001

## Shambyu
Die Shambyu (auch selten Sambyu), eigentlich VaShambyu sind ein Clan in der Region Kavango. Ihr König trägt den Titel Hompa und sitzt in Kayengona.
- Nyumba Yarukunde; vor 1803
- Kapinga; 1803–1815
- Nyumba; 1815–1824
- Mushinga; 1820–1858
- Kandimba; 1859–1874
- Mbambangandu I. (Shinguruve); 1874–1909
- Ndango; 1915–1924
- Mbanbangandu II.; 1925–1940
- Maria Mwengere; 1940–1987
- Angelina Ribebe (Angelina Matumbo Ribebe), † 14. Juni 2015; 1989–2015
- Sophia Mundjembwe; seit November 2019

## Uukwangali
Die Uukwangali, eigentlich VaKwangali sind ein Clan in der Region Kavango-West. Ihr König trägt den Titel Hompa und sitzt in Mayara, nahe der Regionalhauptstadt Nkurenkuru.
- Mate I.; um 1750
- Nankali; um 1775
- Simbara; 1785–1800
- Mate II.; 1800–1818
- Siremo; 1818–1822
- Mpepo; 1822–1833
- Sikongo; 1833–1870
- Mpasi; 1870–1880
- Mpande; 1880–1886
- Himarua; 1886–1910
- Kandjimi Hawanga; 1910–1924
- Mbuna; 1924–1926
- Kanuni; 1926–1941 und 1958–1971
- ? Sivute; 1941–1958
- ? Mbandu; 1971–1977
- Joseph Kandjimi; ?–1979
- Daniel Mpasi, * 1935 † 17. Dezember 2014; 1979–2014
- Eugen Siwombe Kudumo; 25. April 2015–6. November 2020[5]
- vakant